# Auguste Casimir-Perier
Pour les articles homonymes, voir Casimir et Périer.
Pour les autres membres de la famille, voir Famille Casimir-Perier.
Auguste Casimir-Perier, né le 20 août 1811 à Paris où il est mort le 6 juillet 1876, est un diplomate et homme politique français de la Deuxième et de la Troisième République.

## Biographie

### Vie familiale

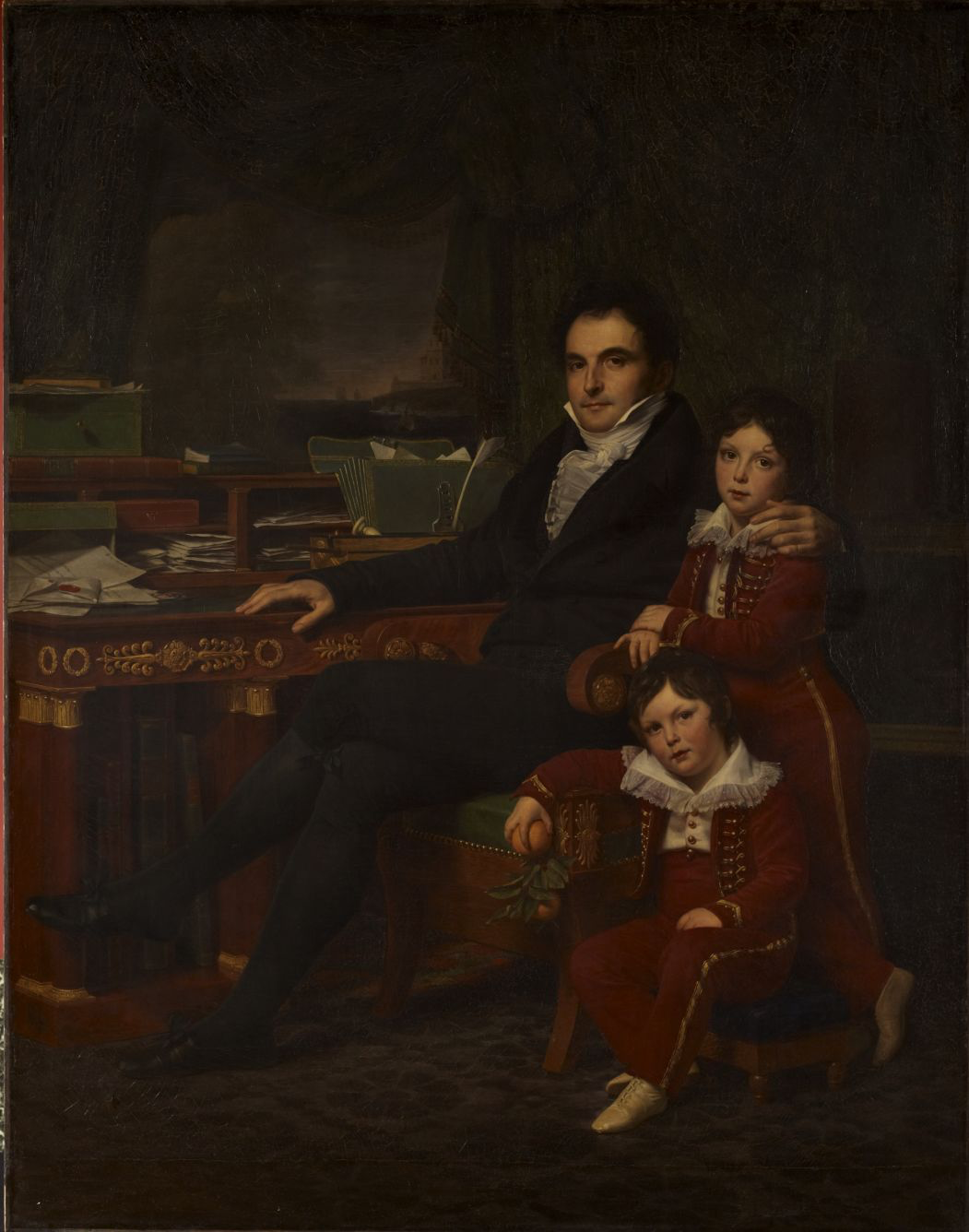
Auguste Casimir-Perier enfant, avec son frère Paul et leur père Casimir Perier, par Louis Hersent.

Auguste est le fils de Casimir Perier et de son épouse, Marie-Cécile Loyer.
Il épouse en premières noces Adèle Paturle, fille de Jacques Paturle, et en 1841, en secondes noces, Camille Fontenilliat († 1907), fille d'Henry Fontenilliat et de Jeanne Mosselman et sœur de Jenny-Marie Fontenilliat, l'épouse de Gaston d'Audiffret-Pasquier. Du second mariage naît Jean Casimir-Perier, qui sera élu en 1894 président de la République, Henriette, épouse du comte Louis-Philippe-Charles de Ségur, et Pierre Armand Hippolyte Casimir-Perier, capitaine d'artillerie et professeur-adjoint de mécanique à l'École d’application de Fontainebleau.

### Carrière
Il entre de bonne heure dans la carrière diplomatique ; secrétaire d'ambassade à Londres en 1831, à Bruxelles en 1833, à la Haye en 1836, il est envoyé ensuite comme chargé d'affaires à Naples en 1839, à Saint-Pétersbourg en 1841, et comme ministre plénipotentiaire en Hanovre en 1843. Membre du conseil général de l'Aube depuis 1845, il est élu, le 1er août 1846, par les conservateurs, député du 1er arrondissement de Paris. Il se démet alors de ses fonctions diplomatiques, siège au centre droit. Après la révolution française de 1848, il se retire dans ses propriétés de l'Aube. 
Élu représentant de l'Aube, le 13 mai 1849, il se prononce avec la majorité pour l'expédition de Rome, pour la loi Falloux-Parieu sur l'enseignement, pour la loi restrictive du suffrage universel, fit partie de la commission de permanence, vote pour la révision de la Constitution, mais se sépare de l'Élysée lors de la formation du ministère qui prépare le coup d'État de 1851, contre lequel il proteste. Incarcéré pendant quelques jours au Mont-Valérien, il consacre ensuite les loisirs que lui fait le gouvernement impérial à des travaux agricoles et à la publication d'un certain nombre de traités économiques. 
En 1861, il est réélu membre du conseil général de l'Aube par le canton de Nogent-sur-Seine, qu'il avait déjà représenté de 1845 à 1851. L'Académie des sciences morales et politiques l'élut membre libre en 1867. Pendant la guerre franco-allemande de 1870, il est arrêté par les Prussiens, envoyé comme otage à Reims, et mis en liberté après l'armistice. 
Trois départements, le 8 février 1871, l'envoient siéger à l'Assemblée nationale (l'Aube, les Bouches-du-Rhône et l'Isère). Il opte pour l'Aube, prend place au centre droit, et est choisi, en raison de sa compétence spéciale, comme rapporteur du budget exceptionnel de 1871. La même année, il devient président du conseil général de l'Aube et, le 11 octobre, à la mort de Lambrecht, est appelé par Thiers à le remplacer au ministère de l'Intérieur. 
Comme ministre, il s'associe pleinement aux actes du chef de l'État, suspend Le Pays, journal bonapartiste, réorganise les bureaux du ministère de l'Intérieur, et crée quatre grandes directions, ainsi qu'une direction des affaires civiles de l'Algérie. Il se retire le 2 février 1872, devant le vote de la Chambre qui refusait de rentrer à Paris, et reprend sa place à la Chambre.
Lorsque, à la veille de la journée du 24 mai, Thiers tente de reconstituer son cabinet en s'appuyant principalement sur le centre gauche, il confie de nouveau (18 mai 1873) le portefeuille de l'Intérieur à Casimir-Périer. Mais au bout de six jours, le vote de l'ordre du jour Ernoul entraîne tout à la fois la chute du ministère et la démission du président de la République. 
Casimir-Périer reprend sa place au centre et combat résolument la politique de Broglie. Membre des diverses commissions chargées d'examiner les lois constitutionnelles, il prend une part importante à leurs discussions, et attache son nom à la proposition, dite proposition Casimir-Périer, tendant à rétablissement définitif et à l'organisation de la République. Après le vote des lois constitutionnelles de 1875, auquel il s'associe, Casimir-Périer est élu le 10 décembre 1875, par l'Assemblée, sénateur inamovible. Il refuse, peu après, de former le premier cabinet constitutionnel dont le maréchal de Mac-Mahon lui offrait la présidence, à cause des conditions restreintes où le pouvoir se présentait à lui, et s'assied au centre gauche de la Chambre haute. Il meurt presque aussitôt, le 6 juillet 1876, des suites d'un refroidissement. 

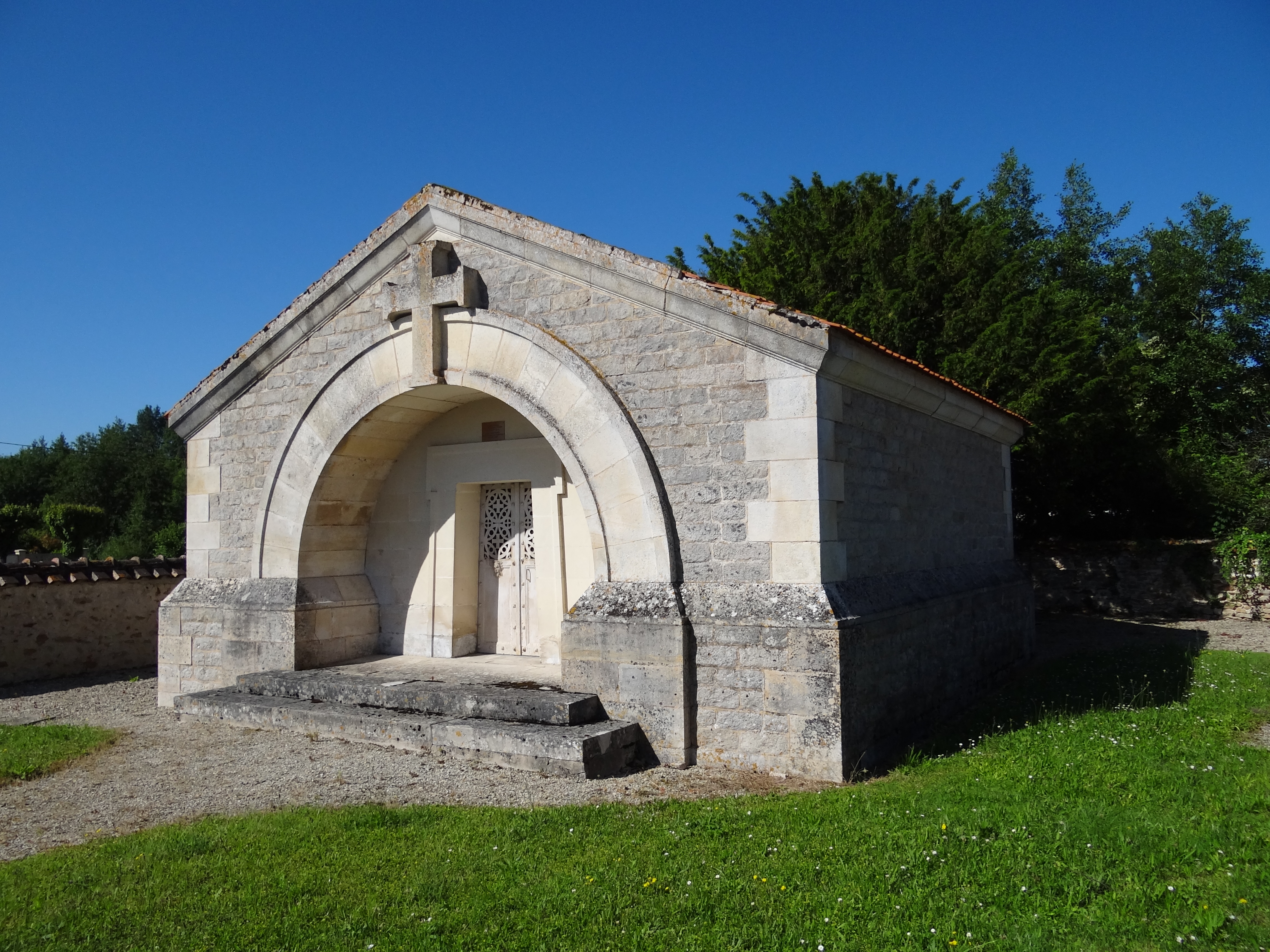
La chapelle funéraire de la famille Casimir-Perier au cimetière de Pont-sur-Seine (Aube).

Il est inhumé dans la chapelle funéraire de la famille Casimir-Perier au cimetière de Pont-sur-Seine dans l'Aube.

## Fonctions et mandats politiques
- Député de la Seine de 1846 à 1848
- Député de l'Aube de 1849 à 1851, puis de 1871 à 1875
- Ministre de l'Intérieur du 11 octobre 1871 au 6 février 1872 et du 18 au 24 mai 1873 : gouvernement Jules Dufaure
- Sénateur inamovible de 1875 à 1876

## Décorations
- Légion d'honneur :
  - Chevalier : 1836
  - Officier : 1839
  - Commandeur : 1842
  - Grand officier : 1846
- Commandeur de l’ordre de Léopold (Belgique) : 1845
- Grand-croix de l’ordre de Charles III d'Espagne : 1846
- Grand-croix de l’ordre de Henri-le-Lion (Brunswick) : 1871

## Principales publications
- Le Traité avec l'Angleterre, Paris : Michel Lévy frères, 1860
- Les Finances de l'Empire, Paris : M. Lévy frères, 1861
- La Situation financière en 1863, Paris : E. Dentu, 1863
- Les Finances et la Politique. De l'influence des institutions politiques et de la législation financière sur la fortune publique, Paris : Michel Lévy frères, 1863
- Les Sociétés de coopération : la consommation, le crédit, la production, l'amélioration morale et intellectuelle par l'association, Paris : Dentu, 1864
- L'Article 75 de la Constitution de l'an VIII sous le régime de la Constitution de 1852, Paris : A. Le Chevalier, 1867
- Discours et lettres politiques de M. Casimir Périer, 1871-1873, Paris : impr. de A. Chaix, 1873